# Din hjärna
Din hjärna är en svensk vetenskaplig dokumentärserie ledd av den svenske hjärnforskaren Anders Hansen och producerad av ITV Studios Sweden. Serien består av entimmesavsnitt, där varje avsnitt diskuterar människohjärnan. Första säsongen sändes 2019 och tre säsonger bestående av fem avsnitt vardera - totalt 15 avsnitt - har producerats. Serien sänds i SVT och finns på SVT Play.

## Säsonger

### 1 (2019)

#### Avsnitt
1. Stress
2. Vårt digitala liv
3. Fysisk aktivitet
4. Vår sociala värld
5. Lika men unika

### 2 (2021)

#### Avsnitt
1. Sömn
2. Känslor
3. Minnen
4. Den växande hjärnan
5. Bilden av oss själva

### 3 (2023)

#### Avsnitt
1. Njutning och beroende
2. Ond eller god?
3. Kreativitet
4. Vår föränderliga hjärna
5. Hjärnan i framtiden